# Prigorodniaja Słobodka (rejon rylski)
Prigorodniaja Słobodka (ros. Пригородняя Слободка) – wieś (ros. село, trb. sieło) w zachodniej Rosji, centrum administracyjne sielsowietu prigorodnieńskiego w rejonie rylskim obwodu kurskiego.

## Geografia
Miejscowość położona jest nad rzeką Ryło przy jego ujściu do Sejmu, 2 km od centrum administracyjnego rejonu Rylska (200 m od jego obrzeży), 105 km od Kurska.
W granicach miejscowości znajdują się ulice: Kołchoznaja, Mirnaja, Monastyrskaja, Nabierieżnaja, Sadowaja, Sowietskaja.

## Historia
Nieoficjalnie miejscowość uważana jest za część Rylska. Stara nazwa wsi to „Podmonastyrskaja Słobodka”, z powodu tego, że ulica Mirnaja zaczyna się od monastyru.

## Demografia
W 2010 r. miejscowość zamieszkiwały 422 osoby.